# OpenTeacher
OpenTeacher is een opensource-programma dat helpt bij het leren van vocabulaires van een vreemde taal. De broncode van OpenTeacher is vrij beschikbaar onder de voorwaarden van de GPL. De software is beschikbaar voor verschillende besturingssystemen, waaronder Linux, Windows en Macintosh. Het biedt de mogelijkheid om bestanden te lezen en te schrijven in bestandsformaten van andere populaire programma's op dit gebied zoals Teach2000 en Wrts.

## Geschiedenis
In 2008 werd het OpenTeacherproject gestart door de initiators, omdat er naar hun weten op dat moment nog geen overhoorsoftware voor Linux beschikbaar was. Versie 1.0, de eerste stabiele versie, kwam uit in december 2008. Versie 2.0 volgde op 1 januari 2011. Versie 3.0 kwam uit op 23 oktober 2012. Versie 3.1 volgende ten slotte op 7 maart 2013. Versie 3.2 werd uitgebracht op 28 juni 2013. Op dit moment wordt gewerkt aan een mobiele versie.

## Functies
De volgende functies maken onderdeel uit van versie 2:
- Slimme vraagstelling met intervaltraining (een vraag die correct werd beantwoord komt steeds minder voor tussen de willekeurige vragen);
- Ondersteuning voor eenvoudige symbolen en Griekse en Cyrillische invoer;
- Lezen en schrijven van T2K (Teach2000), WRTS en lezen van ABBYY Lingvo Tutor-bestanden;
- Openen en bewaren van online WRTS-lijsten;
- Woordlijsten afdrukken.

OpenTeacher is beschikbaar in het Arabisch, Traditioneel Chinees, Kroatisch, Deens, Nederlands, Engels, Fries, Frans, Duits, Hebreeuws, Hongaars, Japans, Koreaans, Pools, Russisch, Servisch, Sloveens, Spaans, Zweeds en Turks.